# Ruth Bogren
Ruth Eva Laura Bogren, född 25 maj 1886 i Helsingborg, död 1965 i Helsingborg, var en svensk konstnär.
Hon var dotter till tandläkaren Erik Bogren och Ida Österberg. Bogren studerade konst för August Saabye i Köpenhamn 1903 och skulptur för August Söderman vid Tekniska skolan i Stockholm 1904–1905 samt för Raoul Verlet vid Académie Julian i Paris 1905–1906. hon fortsatte därefter med att studera blomstermålning för Edith White vid Teosofiska högkvarteret i Point Loma, Kalifornien 1907–1914. Separat ställde hon ut i Helsingborg ett flertal tillfällen första gången 1914. Hon medverkade i samlingsutställningar med Helsingborgs konstklubb, Fredrika Bremer-Förbundet, Helsingborgs konstförening och Skånes konstförening. Hennes konst består av miniatyrer,  blomstermotiv, naturalistiskt hållna landskap med motiv hämtade från Nordskåne, Visingsö, Italien och Kalifornien samt symboliska skulpturer och modellerade porträtt. Hon utgav diktsamlingarna Dikten 1927 och Som ringar på vattnet 1948. Bogren är begravd på Nya kyrkogården i Helsingborg.